# Мінамото но Санетомо

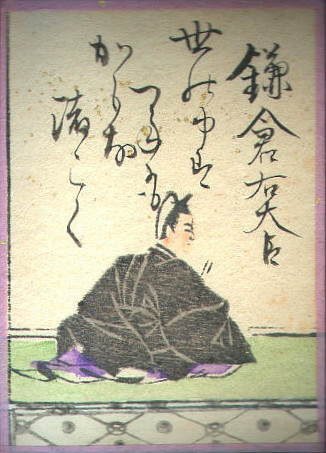
Мінамото но Санетомо.

Мінамото но Санетомо (яп. 源実朝, みなもとのさねとも; 1192―1219) — японський політичний діяч, 3-й сьоґун сьоґунату Камакура. Другий син Мінамото но Йорітомо і Ходзьо Масако. Дитяче ім'я — Семман (千幡).
Санетомо був призначений на посаду сьоґуна у 1203 році, після смерті свого старшого брата Мінамото но Йоріїе. Дядько хлопця, Ходзьо Токімаса, причетний до ліквідації Йоріїе, отримав посаду голови відомства мандокоро і став називати себе сіккеном, «сьоґунським регентом». Від імені малолітнього Санетомо він знищив могутніх васалів роду Мінамото, таких як Хатакяма Сіґетада, поступово зміцнюючи свій вплив у самурайському уряді. Сам же Санетомо не цікавився політикою, а займався вивченням поезії, обожнював культуру Кіото і навіть взяв собі за дружину доньку столичного аристократа. Це стало причиною неприязні більшої частини самураїв регіону Канто, на яких трималася основа сьоґунату.
Наступник Ходзьо Токімаси, Ходзьо Йосітокі, вирішив скористатися аполітичністю Санетомо, щоби знищити пряму лінію роду сьоґунів Мінамото і запрошувати, надалі, на посаду голови самурайського уряду маріонеток зі столиці. 
У 1213 знищив потужний рід Вада з Канто і узупував посаду голови самрайського відомства самурайдокоро, яку обіймав лідер цього роду. Цим Йосітокі позбавив Санетомо останнього захисника і у 1219 організував вбивство сьоґуна руками сьоґунівського племінника, монаха Куґьо.
Мінамото но Санетомо не залишив по собі слави доброго правителя, але запам'ятався наступним поколінням як видатний поет. Його наставником в поезії був Фудзівара но Садаіє, під керівництвом якого сьоґун проводив дослідження «Манйосю» і «Кокін вака-сю». Санетомо написав близько 700 віршів вака, які зібрані у 3-сувійній збірці «Кінкай».